# フランソワ・アントワーヌ・アブネック
フランソワ・アントワーヌ・アブネック（François Antoine Habeneck, 1781年1月22日 - 1849年2月8日）は、フランスのヴァイオリン奏者・指揮者。

## 経歴
1781年、メジエール生まれ。1801年にパリ音楽院に入学し、ピエール・バイヨにヴァイオリンを師事して、ヴァイオリン科首席となる（1804年）。
卒業ののちパリ・オペラ座管弦楽団に入団し、首席ヴァイオリン奏者（コンサートマスター）を務める。1806年に音楽監督に就き、1821年から1824年まで指揮者を務める。1828年から、パリ音楽院管弦楽団の指揮者を20年にわたって務め、1828年には終身指揮者に選ばれた。アブネックは演奏活動を通じてベートーヴェンの交響曲をフランスに広めた。またベルリオーズやワーグナーが、アブネックの解釈を通じてベートーヴェンへの崇敬の念を深めたことは有名。
作曲家としては、2つのヴァイオリン協奏曲のほか、いくつかの歌曲を残した。門人に、ジャン・デルフィン・アラールとユベール・レオナールがいる。